# Odra Zachodnia
Odra Zachodnia (niem. Westoder) – rzeka, zachodnie, lewe ramię rzeki Odry od miejscowości Widuchowa. Do Skośnicy jest pierwotnym korytem Odry, której większość wód obecnie płynie Odrą Wschodnią. Stanowi śródlądową drogę wodną połączoną z Kanałem Hohensaaten-Friedrichsthal.
Rzeka płynie w Dolinie Dolnej Odry, wytyczając razem z Odrą Wschodnią obszar zwany Międzyodrzem, na którym został utworzony Park Krajobrazowy Dolina Dolnej Odry. Obszar Międzyodrza obejmuje fluwiogeniczne torfowiska i mokradła poprzecinane siecią kanałów i starorzeczy, z którymi Odra Zachodnia jest połączona.

## Przebieg
Ramiona Odry rozdzielają się w odległości 704,1 km od źródła rzeki, w pobliżu wsi Widuchowa. Odra Wschodnia na odcinku od Widuchowej do Gryfina powstała jako sztucznie wykonany przekop, podczas gdy Odra Zachodnia jest pierwotnym korytem rzeki, przez który przepływa mniejsza część wód Odry. Górny bieg ramienia na odcinku 17,1 km stanowi granicę polsko-niemiecką. Na początku Odry Zachodniej znajduje się jaz zastawkowy, który reguluje przepływ wody. Ok. 3 km dalej do ramienia uchodzi Kanał Hohensaaten-Friedrichsthal (HoFriWa).
Dopływy: Kanał Krzyżowy, Kanał Leniwy, Kanał Moczydłowski, Kanał Wtórny, Żeglica.
Powyżej wsi Pargowo53°16′28,398″N 14°26′39,080″E/53,274555 14,444189 Odra Zachodnia przestaje być rzeką graniczną – granica polsko-niemiecka odbiega na zachód. Przed Szczecinem od Odry Zachodniej odchodzi Kanał Kurowski, następnie do rzeki poprzez strugę Skośnicę uchodzi część wód Odry Wschodniej. Dalszy główny nurt łączy się z Kanałem Kurowskim oraz Kanałem Leśnym i przechodzi przez Szczeciński Węzeł Wodny.

## Historia
Na początku XX wieku dokonano przekopu Odry Wschodniej z Widuchowej do Gryfina, a także wykonano dwukilometrowy przekop Odry Zachodniej od Widuchowej w kierunku północno-wschodnim, skracając meander obecnego Kanału Węzłowego (stare koryto Odry). Na początku Odry Zachodniej zbudowano w 1914 roku jaz zastawkowy (o długości 78 m), który pozwalał regularnie zasilać Odrę Zachodnią w minimalne przepływy. Naturalny spływ grawitacyjny kierował się korytem Odry Zachodniej, dlatego jaz miał za zadanie skierowanie wody do nowego (przekopanego) koryta Odry Wschodniej. Zabezpieczało to także Odrę Zachodnią od większego przepływu i związanej z nim nadmiernej erozji.

## Infrastruktura

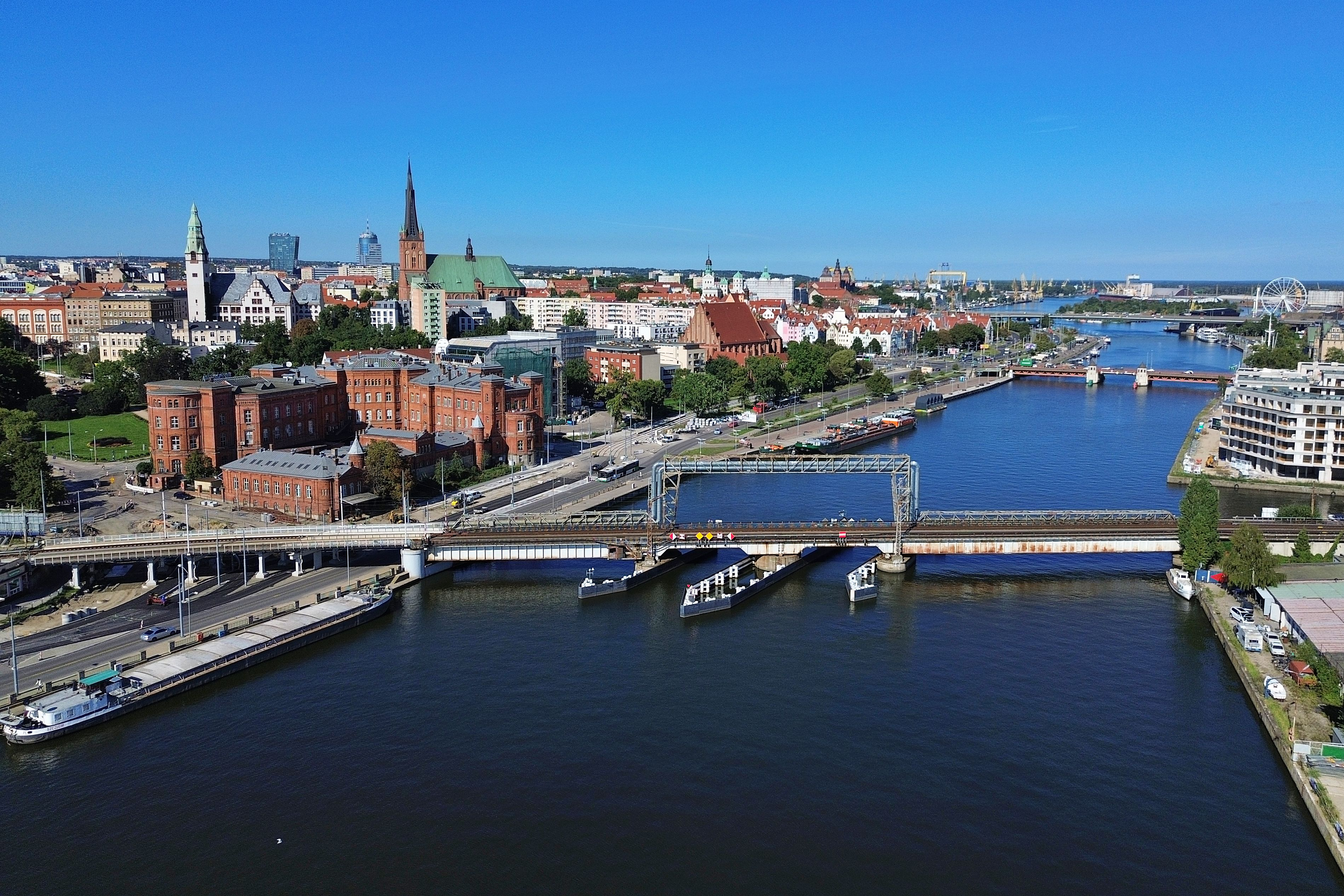
Odra Zachodnia w Szczecinie. Widoczne: Most Kolejowy, Most Długi, most Trasy Zamkowej

Zgodnie z Rozporządzeniem Rady Ministrów z 2002 r. ws. klasyfikacji śródlądowych dróg wodnych, Odra Zachodnia ma klasę żeglugową Vb i stanowi część śródlądowej drogi wodnej zwanej w całości Odrzańską Drogą Wodną. Administruje nią Regionalny Zarząd Gospodarki Wodnej w Szczecinie.
Pierwszym mostem ponad Odrą Zachodnią jest most drogi wojewódzkiej nr 120 biegnącej z Gryfina do wsi Mescherin w Niemczech. Ponad Odrą Zachodnią przechodzi także stalowy most w ciągu autostrady A6 o długości 244,70 m i szerokości 13,40 m.

## Stan sanitarny
W 2007 roku dokonano pomiarów kontrolnych Odry Zachodniej w miejscowości Mescherin na 14,6 km, gdzie oceniono jakość wody na III klasę czystości. W 2005 dokonano także pomiarów przy moście autostrady A6 na 25,4 km, gdzie oceniono jakość wody na III klasę czystości.

## Ochrona przyrody
Zostały ustanowione dwa obręby ochronne, gdzie zabrania się połowu ryb oraz czynności szkodliwych dla ryb w okresie od 1 stycznia do 15 maja każdego roku. Pierwszy obręb obejmuje odcinek Odry Zachodniej od śluzy samoczynnej przy ujściu Kanału Krzyżowego do śluzy przy ujściu Starej Regalicy. Drugi obręb został wyznaczony na długości 2000 m przed ujściem strugi Skośnicy.
Wschodni brzeg Odry Zachodniej stanowi granicę rozciągającego się dalej na wschód Parku Krajobrazowego Doliny Dolnej Odry.